# Воєвудки-Дольні
Воєвудки-Дольні (пол. Wojewódki Dolne) — село в Польщі, у гміні Беляни Соколовського повіту Мазовецького воєводства.
Населення — 223 особи (2011).
У 1975—1998 роках село належало до Седлецького воєводства.

## Демографія
Демографічна структура станом на 31 березня 2011 року:
|          | Загалом | Допрацездатний вік | Працездатний вік | Постпрацездатний вік |
| -------- | ------- | ------------------ | ---------------- | -------------------- |
| Чоловіки | 113     | 23                 | 72               | 18                   |
| Жінки    | 110     | 23                 | 57               | 30                   |
| Разом    | 223     | 46                 | 129              | 48                   |